# Haugesund
{{Infobox Kommune
| name   = Haugesund
| native_name  =
| native_name_lang =
| other_name  =
| official_name =
| image_skyline = 
| idnumber  = 1106
| county  = Rogaland
| district  = Haugaland
| capital  = Haugesund
| mayor  = Petter Steen jr.
| mayor_party = H
| mayor_as_of = 2006
| area_rank = 403
| area_total_km2 = 73
| area_land_km2  = 68
| area_water_percent [[Tập tin:]]= 0.02
| population_as_of = 2004
| population_rank = 24
| population_total = 33 665
| populationpercent = 0.71
| population_density_km2= 489
| population_increase= 9.4
| demonym  = haugesundar/-er
| language   =Bokmål
| latd = 59 | latm = 26 | lats = 47 | longd = 5 | longm = 17 | longs = 54
| utm_zone = 32V | utm_northing = 6595628 | utm_easting = 0290177 | geo_cat = adm2nd
| coatofarms = Haugesund komm.svg
| munwebpage = www.haugesund.kommune.no
}}
Haugesund là một thành phố và khu tự quản ở hạt Rogaland, Na Uy.
Haugesund đã được tách ra từ Torvastad như là một thành phố và khu đô thị của riêng mình vào năm 1855. Khu tự quản nông thôn Skåre được sáp nhập với Haugesund vào ngày 01 tháng 1 năm 1958. Haugesund có diện tích 73 km ². Dân số là 33.022 người, mật độ dân số 459 người trên mỗi km ².
Đô thị này nằm trên một dải nước hẹp chiến lược quan trọng qua đó các tàu có thể vượt qua mà không đi qua vùng biển lớn. Trong những năm đầu các vùng nước ven bờ ra Haugesund này là một nguồn rất lớn cá trích. 